# Peter Ginn
Peter Ginn é um arqueólogo britânico, mais conhecido como apresentador da série de documentários educacionais da BBC para a televisão (2005-2014), conhecida como a série histórica da fazenda da BBC. Ginn e Ruth Goodman foram os únicos apresentadores a aparecer em todas as séries Farm, embora ele não tenha aparecido na farmácia vitoriana relacionada. Os seus trabalhos posteriores para a televisão incluem Secrets of the Castle (2014) e Full Steam Ahead (2016).
Ginn cresceu em Bodicote, Oxfordshire, e foi para as escolas St John's RC Primary e Blessed George Napier em Banbury. Ele estudou arqueologia egípcia no Instituto de Arqueologia da University College London. Ginn foi adicionado ao elenco da série de 2005 Tales from the Green Valley quando o seu amigo de universidade Alex Langlands ficou ferido.